# Caio Servílio Aala (cônsul em 427 a.C.)
Caio Servílio Estruto Aala (em latim: Gaius Servilius Structus Ahala) foi um político da gente Servíllia nos primeiros anos da República Romana eleito cônsul em 427 a.C. com Lúcio Papírio Mugilano.

## Identificação
É possível que Caio Servílio Aala, o cônsul de 427 a.C., que Lívio chama de "Aala" (em latim: Ahala) e o tribuno de 419 a 417 a.C., Caio Servílio Áxila, cujo cognome apresentado nos Fastos Capitolinos é "Áxila" (Axilla), sejam duas pessoas diferentes.

## Consulado (427 a.C.)
Durante seu mandato, a situação em Roma estava gradualmente melhorando depois da terrível epidemia dos anos anteriores. Os romanos estavam preocupados com a nova ameaça que os veios pareciam estar preparando para retomar a guerra sem cumprir com os termos do tratado de 435 a.C., depois da Batalha de Nomento. Ainda assim, os cônsules não alistaram o exército e tentaram resolver a questão diplomaticamente enviando os feciais a Veios para obter uma satisfação, sem sucesso. Finalmente, os proponentes da guerra contra os etruscos venceram o debate e conseguiram juntar o exército, cujo comando foi entregue aos tribunos consulares consulares eleitos para o ano seguinte.